# Caixa de texto

Uma caixa de texto sendo preenchida

Caixa de texto ou campo de texto é um elemento de uma interface gráfica do utilizador que permite alimentar texto a ser processado pelo programa de computador. Ela também pode ser não-editável, servindo apenas para apresentar texto como rótulo. Algumas caixas de texto criadas para preencher os dados confidenciais (por exemplo, palavras-chave ou PINs) mostram outros caracteres como asteriscos ("*") em vez dos caracteres reais inseridos pelo usuário.
Seu formato é retangular, com bordas opcionais para separá-la do restante da interface. A quantidade de linhas de texto depende do uso requisitado, seja para uma ou poucas palavras, ou para parágrafos completos. Por conta disso, também podem conter barras de rolagem.